# Aporia largeteaui
Aporia largeteaui is een vlindersoort uit de familie van de Pieridae (witjes), onderfamilie Pierinae.
Aporia largeteaui werd in 1881 beschreven door Oberthür.